# Tiêu Chiêu Nghiệp
Tiêu Chiêu Nghiệp (giản thể: 萧昭业; phồn thể: 蕭昭業; bính âm: Xiāo Zhāoyè, 473–494), tên tự Nguyên Thượng (元尚), biệt danh Pháp Thân (法身), là vị vua thứ ba của triều đại Nam Tề trong lịch sử Trung Quốc. Ông được biết đến với tước hiệu sau khi bị phế là Uất Lâm vương (鬱林王) vào năm 494. Ngay sau khi bị phế, Tiêu Chiêu Nghiệp đã bị người của bá tổ Tiêu Loan giết chết. Trong thời gian trị vì ngắn ngủi, ông đã dành quá nhiều thời gian cho các trò tiêu khiển, không biết rằng Tiêu Loan trong lòng đang có tham vọng loại bỏ ông, và sau khi ông mất, Tiêu Loan trong một thời gian ngắn đã lập hoàng đệ của ông- Tiêu Chiêu Văn làm hoàng đế, rồi lại đoạt ngôi.

## Bối cảnh
Tiêu Chiêu Nghiệp sinh năm 473, khi tằng tổ phụ Tiêu Đạo Thành đang là một tướng của Lưu Tống. Năm 479, Tiêu Đạo Thành đoạt ngôi và chấm dứt triều Lưu Tống và mở ra triều Nam Tề (trở thành Cao Đế). Cha của Tiêu Chiêu Nghiệp là Tiêu Trường Mậu, là con trai cả của thái tử Tiêu Trách, được phong làm Nam quận vương. Mẹ của Tiêu Chiêu Nghiệp là Vương Bảo Minh, chính thất của Tiêu Trưởng Mậu, được phong làm Nam quận vương phi. Bản thân Tiêu Chiêu Nghiệp khi đó không được phong tước hiệu nào. Ông là con trai duy nhất của Tiêu Trường Mậu với Vương vương phi do bà không được sủng ái.

## Làm Nam quận vương rồi thái tôn
Năm 482, sau khi Cao Đế qua đời, Tiêu Trách kế vị và trở thành Vũ Đế. Tiêu Trường Mậu được phong làm thái tử, Tiêu Chiêu Nghiệp được kế tục tước hiệu Nam quận vương do là con trai cả của cha mình. Năm 484, ở tuổi 11, ông lấy Hà Tịnh Anh làm vương phi.
Xét về bề ngoài, khi làm Nam quận vương, Tiêu Chiêu Nghiệp được coi là hiếu học, thận trọng, hiếu thảo, tao nhã, và khéo léo. Do đó, hoàng tổ Vũ Đế rất yêu mến ông. Tuy nhiên, khi không có sự hiện diện của hoàng tổ và cha mình, Tiêu Chiêu Nghiệp lại trở nên phù phiếm và dành thời gian cùng với những người có ảnh hưởng xấu. Trong thời gian này, ông sống với thúc phụ Cánh Lăng vương Tiêu Tử Lương (蕭子良) tại Tây phủ (西府), một ngoại ô quan trọng của Kiến Khang. Do Tiêu Trường Mậu thường hạn chế các hành vi và cung cấp tiền bạc của ông, Tiêu Chiêu Nghiệp thường mượn tiền từ những phú gia, không ai dám từ chối. Ông cũng sao chép các khóa cửa thành để có thể vui chơi thâu đêm tại các doanh trại quân sự khác nhau. Giảng sư của ông là Sử Nhân Tổ (史仁祖) và Hồ Thiên Dực (胡天翼) bực tức và tin rằng họ cùng gia quyến sẽ gặp phải rắc rối bất kể chọn cách thông báo việc này cho Vũ Đế hoặc không, rồi cả hai quyết định tự sát. Vương phi của Tiêu Tử Lương đã nuôi dưỡng Tiêu Tử Nghiệp, song khi lớn lên thì Tiêu Tử Nghiệp lại nghi ngờ thúc phụ muốn đoạt lấy ngai vàng.
Hà vương phi nổi danh với hành vi thông dâm, bà đã có những mối tình bên ngoài trong khi đang là vương phi. Vụ thông dâm ô nhục nhất của bà là với một hầu cận của Tiêu Chiêu Nghiệp- Dương Mân (楊珉), theo sử liệu thì họ ngày đêm ở bên nhau, giống như là vợ chồng. Tuy nhiên, Hà Tịnh Anh cũng rất đằm thắm trong mối quan hệ với Tiêu Chiêu Nghiệp, và do đó Tiêu Chiêu Nghiệp đã nhắm mắt làm ngơ các hành động của bà. (Một số sử gia cho rằng Tiêu Chiêu Nghiệp và Dương Mân cũng có quan hệ kê gian.)
Năm 493, khi Tiêu Trường Mậu lâm bệnh, Tiêu Chiêu Nghiệp tỏ vẻ rất đau buồn, đến nỗi sức khỏe của chính ông cũng ở trong tình trạng nguy hiểm, khiến những người chứng kiến cũng xúc động. Tuy nhiên, ngay sau khi đến phủ của mình, ông đã tỏ vẻ hạnh phúc và hứng thú. Ông thường yêu cầu một đồng cô họ Dương (mẹ của Dương Mân) làm bùa chú nguyền rủa hoàng tổ và cha sớm qua đời để ông có thể sớm lên ngôi hoàng đế. Ngay sau đó, Tiêu Trường Mậu qua đời, và Tiêu Chiêu Nghiệp đã trao cho đồng cô nhiều phần thưởng vì tin rằng lời nguyền của bà ta có hiệu quả, và bảo bà ta tiếp tục nguyền rủa hoàng tổ. Do không biết được các hành động của Tiêu Chiêu Nghiệp, Vũ Đế đã lập Tiêu Chiêu Nghiệp làm hoàng thái tôn. Hà vương phi được phong làm hoàng thái tôn phi, và Vương hoàng thái tử phi trở thành Hoàng thái tôn thái phi. Ngay sau đó, Vũ Đế cũng lâm bệnh, Tiêu Chiêu Nghiệp tiếp tục lặp lại màn kịch ra vẻ đau buồn, song trong lòng lại rất vui sướng, và khi viết thư cho thái tôn phi, ông đã viết một chứ Hỉ (喜) lớn với 36 chữ Hỉ nhỏ hơn xung quanh.
Do bệnh tình của Vũ Đế rất nghiêm trọng, viên quan Vương Dung (王融)-là bằng hữu với Tiêu Tử Lương, đã cố gắng thực hiện một âm mưu nhằm đưa Tiêu Tử Lương lên ngai vàng. Tuy nhiên, âm mưu này đã bị ngăn chặn bởi một đường đệ của Vũ Đế-Tây Xương hầu Tiêu Loan, và sau khi Vũ Đế qua đời vào cuối năm 493, Tiêu Chiêu Nghiệp lên ngôi kế vị.

## Trị vì
Vũ Đế chỉ bảo cho Tiêu Chiêu Nghiệp rằng cần phải giao phó việc triều chính cho Tiêu Tử Lương và Tiêu Loan, song Tiêu Chiêu Nghiệp lại cho rằng Tiêu Tử Lương là đồng lõa trong âm mưu của Vương Dung nên đã có một số hành động khiến cho quyền lực thực tế rơi vào tay Tiêu Loan. Tiêu Chiêu Nghiệp giao phó hoàng cung cùng các vấn đề quân sự cho một số thuộc hạ mà ông đã có cảm tình khi còn là Nam quận vương, trong khi ban cho Tiêu Tử Lương các danh dự lớn song không có quyền lực thực tế. Tiêu Chiêu Nghiệp cũng lệnh cho Vương Dung phải tự sát. Ngay sau khi Vũ Đế được đặt vào trong linh cữu, Tiêu Chiêu Nghiệp đã lại tiếp tục chơi nhạc, một hành động không thích hợp trong thời gian tổ chức tang lễ theo quan niệm khi đó. Tiêu Chiêu Nghiệp cũng lấy một người thiếp họ Hoắc của cha làm thiếp của mình—một hành động được coi là loạn luân. Vì sợ điều tiếng, ban đầu, Tiêu Chiêu Nghiệp tìm cách để Hoắc thị xuất gia làm ni cô, sau đó đổi thành họ Từ. Khi Tiêu Chiêu Nghiệp lên ngôi mới cho gọi Hoắc thị vào cung rồi nạp làm thiếp. Tiêu Chiêu Nghiệp tôn Vương hoàng thái tôn thái phi làm thái hậu, và lập Hà hoàng thái tôn phi làm hoàng hậu. Ông thường dành thời gian cho yến tiệc, các trò chơi tiêu khiển, và thưởng công cho các thuộc hạ, thường thấy nói chuyện về tiền bạc, "Trước đây, không dễ để Trẫm có được thậm chí một người trong số các khanh. Nay không ai có thể ngăn Trẫm trọng dụng các khanh." Ngân khố thặng dư mà Cao Đế (là người thanh đạm) và Vũ Đế (tương đối tiết kiệm) xây dựng nên đã cạn kiệt trong vòng chưa đến một năm. Các thuộc hạ của Tiêu Chiêu Nghiệp đã bán các chức quan một cách công khai, và Tiêu Chiêu Nghiệp không những không kiềm chế mà còn chấp thuận các thỉnh cầu của họ một cách thuận lợi.
Tiêu Loan nhận thấy Tiêu Chiêu Nghiệp không hành xử đúng mực, nên bắt đầu tính việc phế truất cháu trai. Tiêu Loan cũng thường xuyên khuyên Tiêu Chiêu Nghiệp thay đổi, song Tiêu Chiêu Nghiệp không nghe theo và bắt đầu nghi ngờ Tiêu Loan, đặc biệt là sau khi Tiêu Loan buộc ông phải xử phạt Dương Mân và thuộc hạ Từ Long Câu (徐龍駒). Tiêu Loan cũng thử thảo luận sự việc với một người em trai Vũ Đế là Bà Dương vương Tiêu Thương (蕭鏘), song người này phản đối. Trong khi đó, các tướng được Tiêu Chiêu Nghiệp tin tưởng là Tiêu Kham (蕭諶) và Tiêu Thản Chi (蕭坦之) thấy Tiêu Chiêu Nghiệp có các hành động phù phiếm, đã bí mật gia nhập với nhóm của Tiêu Loan và thông tin cho Tiêu Loan về các hành động của Tiêu Chiêu Nghiệp. Ngay sau đó, Tiêu Loan đã tìm cớ để xử tử một số thuộc hạ khác của Tiêu Chiêu Nghiệp, bao gồm tướng Chu Phụng Thúc (周奉叔), giảng sư Đỗ Văn Khiêm (杜文謙), và tổng quản Kì Vô Trân Chi (綦毋珍之), mục đích là để làm suy yếu hàng ngũ của Tiêu Chiêu Nghiệp. Trong khi đó, sau khi Tiêu Tử Lương mất do lo lắng vào mùa hè năm, Tiêu Chiêu Nghiệp đã mất cảnh giác.

## Bị giết
Tuy nhiên, đến mùa thu năm 494, Tiêu Chiêu Nghiệp đã hết kiên nhẫn với Tiêu Loan, và ông đã bí mật lập mưu cùng thúc phụ của Hà Hoàng hậu- Hà Dận (何胤), để giết chết Tiêu Loan. Hà Dận không dám làm như vậy và cho rằng cần theo dõi thêm Tiêu Loan. Do đó, Tiêu Chiêu Nghiệp đã dừng giao các công việc quan trọng cho Tiêu Loan. Tuy nhiên, sau đó Tiêu Loan bắt đầu tiến hành chính biến, hợp sức với Tiêu Kham và Tiêu Thản Chi. Tiêu Chiêu Nghiệp không nhận ra rằng Tiêu Kham và Tiêu Thản Chi đã phản bội mình, vì thế đã tìm kiếm trợ giúp của Tiêu Kham khi biết Tiêu Loan bắt đầu tấn công hoàng cung. Hy vọng của Tiêu Chiêu Nghiệp tiêu tan khi thấy Tiêu Kham tiến quân vào hoàng cung. Các cận binh hoàng cung vẫn sẵn sàng chiến đấu, song Tiêu Chiêu Nghiệp lại chạy trốn, song Tiêu Kham đã đuổi kịp và giết chết ông. Tiêu Loan ban hành một chiếu chỉ lấy tên của Vương Thái hậu, giáng Tiêu Chiêu Nghiệp xuống tước vương (với tước hiệu Uất Lâm vương) và lập em trai Tiêu Chiêu Nghiệp là Tân An vương Tiêu Chiêu Văn làm hoàng đế mới. Hà Hoàng hậu bị giáng làm Uất Lâm vương phi song không bị giết.

## Hậu phi
- Hoàng hậu Hà Tịnh Anh (何婧英)
- Hứa thị, nguyên là thiếp của Tiêu Trường Mậu